# 金炳世
金炳世（1962年9月26日—），韓國男演員。

## 演出作品

### 電視劇
- 1996年：MBC《愛人》
- 1997年：KBS《當你呼喚我的時候》
- 1999年：KBS《你》
- 1999年：MBC《醫道》飾演 柳道知
- 2000年：MBC《新貴公子》
- 2001年：SBS《外出》
- 2001年：KBS《東洋劇場》飾演 洪順言
- 2002年：SBS《壞女孩》飾演 金澤洙
- 2002年：KBS《明成皇后》飾演 閔奎鎬
- 2003年：SBS《All In》飾演 麥可張
- 2003年：KBS《武人時代》飾演 高麗明宗
- 2003年：SBS《夏娃的花園》
- 2004年：MBC《玫瑰的戰爭》
- 2004年：MBC《火鳥》
- 2004年：SBS《張吉山》
- 2005年：SBS《女王的條件》飾演 韓誠佑
- 2005年：MBC《我們結婚吧》
- 2006年：SBS《想愛》
- 2006年：SBS《淵蓋蘇文》飾演 金春秋
- 2007年：MBC《H.I.T》飾演 查理朴
- 2007年：SBS《我男人的女人》飾演 許達三
- 2007年：SBS《王和我》飾演 朝鮮世祖
- 2008年：MBC《春子家有喜事了》
- 2008年：MBC《我人生最後的緋聞》飾演 安侑植
- 2008年：SBS《泰勒瓦》飾演 安德烈林
- 2009年：MBC《老婆！給我飯》飾演 裴斗石
- 2009年：SBS《吞噬太陽》飾演 Tony
- 2010年：SBS《濟眾院》飾演 日本公使（二代）
- 2011年：SBS《Midas》飾演 James
- 2011年：KBS《我們家的女人們》飾演 車聖洙
- 2011年：MBC《我也是花》飾演 警察局長
- 2011年：Channel A《女人的色彩》飾演 南仲根
- 2012年：MBC《Dr. JIN》飾演 哲宗
- 2012年：TBS/SBS Plus《浪漫滿屋 TAKE 2》飾演 泰易的經紀人
- 2012年：KBS《田禹治》飾演 吳龍
- 2013年：JTBC《她的神話》飾演 金鐘煜
- 2013年：JTBC《老大》飾演 李相男
- 2014年：tvN《花樣爺爺搜查隊》飾演 崔在旭
- 2015年：KBS《今天開始我愛你》飾演 張範植
- 2015年：MBC《媽媽》
- 2015年：MBC《華麗的誘惑》飾演 陳鎮基
- 2015年：MBN《因為媽媽沒關係》飾演 徐承民
- 2016年：SBS《美女孔心》
- 2016年：SBS《你是禮物》飾演 金哲勇
- 2017年：JTBC《Man to Man》飾演 車明碩
- 2018年：JTBC《加油吧威基基》飾演 朴昌浩（客串）
- 2018年：KBS2《Radio Romance》飾演 池允碩

### 電影
- 1998年：《赤裸並存在著》
- 2002年：《刺殺金大中》
- 2006年：《百萬富翁的初戀》

## 獲獎
- 2002年：SBS演技大賞表演賞
- 2007年：SBS演技大賞最佳情侶賞
- 2010年：SBS演藝大賞特別獎